# Šumatac
Šumatac (en cyrillique : Шуматац) est un village de Bosnie-Herzégovine. Il est situé dans la municipalité de Velika Kladuša, dans le canton d'Una-Sana et dans la fédération de Bosnie-et-Herzégovine. Selon les premiers résultats du recensement bosnien de 2013, il compte 1 000 habitants.

## Démographie

### Évolution historique de la population dans la localité
| 1948 | 1953 | 1961 | 1971  | 1981  | 1991  | 2013  |
| ---- | ---- | ---- | ----- | ----- | ----- | ----- |
| -    | -    | 658  | 1 096 | 1 283 | 1 183 | 1 000 |

|  |

### Communauté locale
En 1991, la communauté locale de Šumatac comptait 3 803 habitants, répartis de la manière suivante :